# Niwa (czasopismo)
Niwa  (od 1898 Niwa Polska) – dwutygodnik naukowy, literacki i artystyczny, a od 1895 r. – tygodnik, wydawany w latach 1872–1905 w Warszawie, m.in. pod redakcją: Juliusza Schönmana, Mścisława Godlewskiego (1846-1908) i Józefa Drzewieckiego.

## Historia
Współpracownikami pisma, reprezentującego w latach 1872–1875 tzw. umiarkowane skrzydło obozu pozytywistycznego, byli m.in.: Piotr Chmielowski, Leopold Méyet, Bolesław Prus, Eliza Orzeszkowa, Julian Ochorowicz, Henryk Sienkiewicz, Konstanty Górski.
Pierwszy numer czasopisma ukazał się 1 stycznia 1872 r. Jego pierwszym redaktorem i wydawcą był Juliusz Schönman, ale od numeru 10 wydawcą został Józef Bosacki. To 24-stronicowe czasopismo w cenie 30 kopiejek można było zaprenumerować w Królestwie, Cesarstwie Rosyjskim i w Wielkopolsce. Początkowo zawierało dziewięć działów: „Artykuły wstępne” (na tematy bieżące), „Dział naukowy”, „Korespondencje”, „Przeglądy i krytyki”, „Odczyty publiczne”, „Poezje”, „Kronikę” oraz „Rozmaitości”. W okresie późniejszym istnienia „Niwy” działy te uległy zmianom.
W pierwszym okresie istnienia czasopisma, na jego łamach drukowano m.in. fragmenty dzieł Taine’a, Spencera, Queteleta, Fowlera. Ukazała się znaczna liczba ważnych artykułów tzw. „młodej prasy” kształtującego się wówczas pozytywizmu warszawskiego: Piotra Chmielowskiego Utylitaryzm w literaturze, Artyści i artyzm, Praca organiczna; Elizy Orzeszkowej Listy o literaturze. Jednocześnie podkreślano żywiony przez młodych literatów szacunek dla wielkiej poezji romantycznej. Postulowano użyteczność, unowocześnienie obyczajów, pracowitość. Na zarzuty materializmu ze strony starej prasy odpowiadano w sposób umiarkowany.
15 czerwca 1874 roku, w numerze 60. zamieszczono informację o zmianie składu redakcji. Nowymi członkami zostali: Mścisław Godlewski, Henryk Sienkiewicz i Julian Ochorowicz, pod którego kierunkiem pismo bardzo się rozwinęło. Wzbogacono zarówno dział popularnonaukowy, jak i literacko-kulturalny. Dodatkowo stałymi redaktorami zostali: Chmielowski, Feliks Bogacki, Antoni Gustaw Bem, Teodor Tomasz Jeż, Bolesław Prus, Eliza Orzeszkowa. Prus prowadził dział Z ustronia, przemianowany później na Sprawy bieżące.
Po 1888 r. czasopismo zmieniło, oprócz szaty graficznej i formatu, także swój profil. Wiązało się to z włączeniem do redakcyjnego składu „Niwy” Jana Jeleńskiego. Zaczęło pojawiać się coraz więcej artykułów poświęconych bieżącym wydarzeniom kosztem działów dotyczących kultury i nauki. Silnie akcentowano rolę ziemiaństwa w społeczeństwie polskim (np. rozprawa Ludwika Górskiego Znaczenie i obowiązki większej własności ziemskiej w Królestwie Polskim z lat 1882–1885). Zmiana treści drukowanych w „Niwie” z liberalnych na konserwatywne spowodowała stopniowe odchodzenie współpracowników. Jedynie Henryk Sienkiewicz na łamach czasopisma drukował jeszcze w 1881 roku m.in. swój odczyt O naturalizmie w powieści, nowelę Latarnik oraz dramat Na jedną kartę. Publicystą konserwatywnej „Niwy” był powieściopisarz i krytyk literacki Teodor Jeske-Choiński.
W 1895 r., pod redakcją Józefa Drzewieckiego czasopismo ukazywało się jako tygodnik. W 1898 r. zmieniono nazwę na „Niwa Polska”. Pod takim tytułem ukazywało się do końca istnienia. Przejęcie pisma przez Mścisława Godlewskiego spowodowało, że profil pisma zmienił się z liberalnego na coraz bardziej konserwatywny. Momentami drukowano treści jawnie antysemickie. Ostatecznie pismo zostało zamknięte w okresie rewolucji 1905 r.